# Chumley's

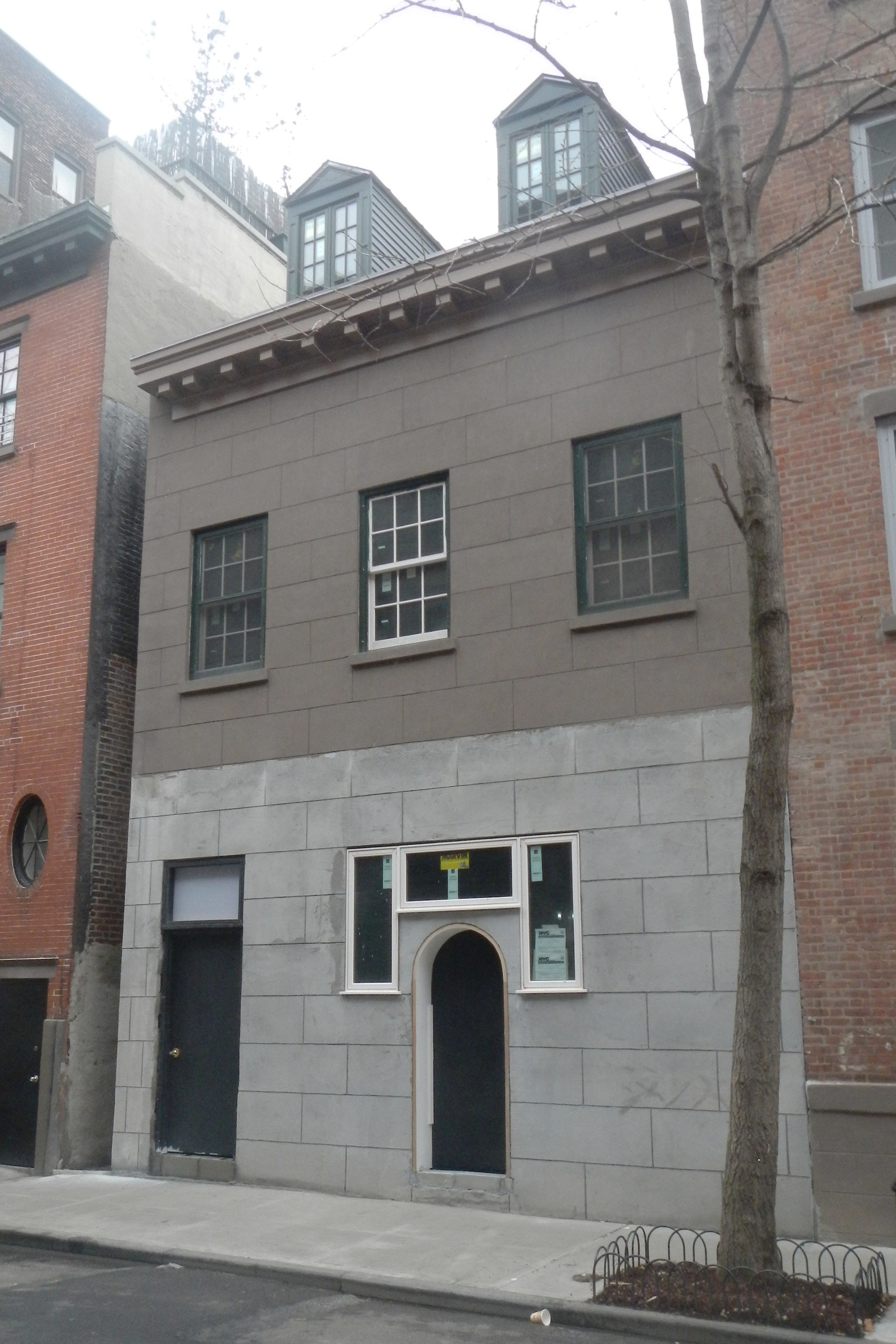
Chumley's, Bedford Street, fermé pour rénovation, en 2013.

Chumley's est, au 86 Bedford Street de Greenwich Village à New York, un ancien bar clandestin ouvert en 1926 à l'époque de la Prohibition, par le militant socialiste Leland Stanford Chumley. Il devint un lieu fréquenté par de nombreux écrivains, poètes, journalistes et militants, notamment des représentants de la Lost Generation et de la Beat Generation. De cette période de la Prohibition, reste encore l'entrée « secrète » de Barrow Street, située au bout d'une cour anonyme (« The Garden Door »). De par son histoire, Chumley's est une étape obligée de nombreux circuits littéraires.

## Histoire
Chumley's est fermé après que la cheminée de sa salle à manger s'est effondrée, le 5 avril 2007. Il rouvre en octobre 2016, après des travaux de reconstruction assez sporadiques. Il ferme à nouveau en mars 2020, pendant la pandémie de Covid-19 à New York.

## Dans la culture populaire
- Chumley's est cité, dans la série télévisée Mad Men (épisode 7), comme un lieu où l'équipe des créatifs se rend pour boire un verre après le travail.
- A heart lies within us est un roman de Steven LaBree qui utilise Chumley's comme toile de fond pour l'histoire de Lucas Colby et Charlie (un personnage inspiré de Chumley), avec son bar et son histoire pittoresque.
- Dans Et que le vaste monde poursuive sa course folle (Let The Great World Spin) de Colum McCann (Éditions Belfond, 2009), le « Chumley's bar dans le Village » est cité, par un des personnages principaux, en tête de sa « liste des choses à voir » à New York avec « le pont de Brooklyn et Central Park avant la tombée de la nuit ».